# 山谷拓志
山谷 拓志（やまや たかし、1970年6月24日 - ）は、東京都昭島市出身の元アメリカンフットボール選手、実業家。プロバスケットボールチーム・リンク栃木ブレックス代表、ナショナル・バスケットボール・リーグの運営法人である一般社団法人日本バスケットボールリーグの専務理事兼COO、茨城ロボッツ代表を歴任した。

## 人物
昭島市立富士見丘小学校から八王子市立由井中学校に進み、3年次に受験勉強の合間にたまたま日本ラグビーフットボール選手権大会決勝戦で慶應義塾大学がトヨタ自動車を破った試合を観て、慶應でラグビーがしたいと思い、卒業後に慶應義塾高等学校に進学。しかし、ラグビー部には小学校・中学校のころからラグビーをやってきた選手が数多く在籍していることから試合には出られないかもしれないという現実を目の当たりにしてラグビーを断念、部室が隣のアメリカンフットボール部から勧誘を受け、「高校にはアメフト部が少ないから、頑張ればすぐ日本一になれる」という文句に惹かれアメフトを始める。
慶應義塾大学では4年時にバイスキャプテンを務め、学生日本代表にも選出される。
1993年、卒業後にリクルートに入社。大学卒業とともにアメフトは引退するつもりだったが、リクルートシーガルズ(当時)が1部に昇格したこともあり、日本一を目指すべく入部。選手として1996・1998年の2度ライスボウル優勝を経験。リクルートでは営業職、企画職、組織人事コンサルタント職を歴任。
2000年、リクルートを退社するとともに引退。シーガルズのアシスタントゼネラルマネジャーに就任。
2002年、クラブチーム化されたシーガルズのオフェンスアシスタントコーチに就任。東京スーパーボウル優勝に導く。
一方、日本社会人アメリカンフットボール協会活性化推進委員も務めた。
2003年、株式会社リンクアンドモチベーションのコンサルタントに就任。多くの企業の研修講師を務めた。
2007年に株式会社ドリームチームエンタテイメント栃木（現・株式会社栃木ブレックス）代表取締役社長に就任。栃木ブレックス（現・宇都宮ブレックス）としてJBL2参戦。優勝するとともにJBL昇格を果たす。JBL1年目には田臥勇太を獲得するなど積極的な補強を実施するとともに、アメフト時代に培ったノウハウを生かした経営を取り入れ、2年目には初優勝へと導き、3年連続で黒字決算を達成した。2年連続でトップリーグトロフィーを受賞（2年連続は史上初）。
2012年6月、日本バスケットボール協会（JBA)新リーグ運営本部副本部長兼COOに就任。それに伴い、株式会社リンクスポーツエンターテインメントの社長を退任。
2013年7月、ナショナル・バスケットボール・リーグ（NBL）運営法人の一般社団法人日本バスケットボールリーグ専務理事兼COOに就任。
2014年11月、経営難により運営法人が破綻したNBLのつくばロボッツ(2015年7月よりサイバーダインつくばロボッツ、2016年7月より茨城ロボッツにチーム名変更)の再建にあたるためNBL専務理事を退任。つくばロボッツの新運営法人株式会社つくばスポーツエンターテインメントを設立し社長に就任した。
2021年、ラグビー新リーグ参入へ向け、ヤマハ発動機ジュビロをクラブ化して設立する新会社の代表取締役社長に就任することが発表された。
リンクアンドモチベーション社長でリンク栃木ブレックス前会長の小笹芳央はリクルート時代の上司。